# Meliosma youngii
Meliosma youngii är en tvåhjärtbladig växtart som beskrevs av Alwyn Howard Gentry. Meliosma youngii ingår i släktet Meliosma och familjen Sabiaceae. Inga underarter finns listade.